# Dan Payne
Dan Payne, född 4 augusti 1972 i Victoria, British Columbia, Kanada, är en kanadensisk skådespelare. 
Payne är känd som skådespelare i filmer och TV-serier såsom Alice, I Think, MythQuest, Stargate SG-1, Watchmen och John Tucker Must Die. Payne var tidigare en professionell volleybollspelare innan han flyttade till Australien, där han påbörjade sin skådespelarkarriär. Efter det flyttade han till Storbritannien innan han 2001 flyttade till Vancouver.

## Filmografi (i urval)
- Farligt avslöjande (2002)
- 2002–2005 – Stargate SG-1 (TV-serie) (13 avsnitt)
- 2004–2008 – Stargate Atlantis (TV-serie) (5 avsnitt)
- 2006 – John Tucker Must Die
- Taming Tammy (2007)
- Mulligans (2008)
- 2009 – Battlestar Galactica (TV-serie) (1 avsnitt)
- 2009 – Watchmen
- 2011 – Fairly Legal (1 avsnitt)
- 2012 – Underworld: Awakening
- No Clue (2013)
- 2014 – Supernatural (TV-serie) (1 avsnitt)
- 2016 – Good Witch (TV-serie) (10 avsnitt)
- 2016 – Star Trek Beyond
- 2016 – Warcraft: The Beginning
- 2018 – Once Upon a Time (TV-serie) (1 avsnitt)